# FC Nordsjælland
Football Club Nordsjælland (Dánsky: ['noʁɕɛlɑnˀ], zkráceně jako FC Nordsjælland nebo FCN) je profesionální dánský fotbalový klub, sídlící ve městě Farum v oblasti ostrova Sjælland, největšího z dánských ostrovů. Momentálně působí v nejvyšší dánské ligové soutěži, zvané Superligaen, a je jejím úřadujícím mistrem ze sezony 2011/12. Domácím stadionem klubu je Farum Park s kapacitou 10.100 diváků.
Založen byl v roce 1991 pod názvem Farum Boldklub jako výsledek dvou klubů z města Farum, a to Farum IK a Stavnsholt BK. V roce 2003 pak změnil název na dnešní F.C. Nordsjælland.
FCN postoupil do Superligaen ještě pod původním názvem Farum Boldklub v roce 2002 a hned v úvodní sezoně 2002–03 obsadil třetí příčku. Od této chvíle z ní již nesestoupil a v sezoně 2011–12 získal premiérový mistrovský titul. Díky dobrým umístěním si Divocí tygři, což je nejčastější přezdívka klubu, vysloužili i účasti v Evropských pohárech. V sezonách 2003–04 a 2008–09 postoupil FCN do Poháru UEFA a v sezonách 2009–10 a 2011–12 do stejné soutěže v novém formátu, nazvané Evropská liga UEFA. Doposud v ní však nedošel dále než do 1. kola. Největšího úspěchu tak dosáhl až v sezoně 2012–13, kdy se díky mistrovskému titulu kvalifikoval přímo do základní skupiny Ligy mistrů UEFA.
Mezi velké úspěchy klubu z posledních let patří i dvě vítězství v Dánském poháru z let 2010 a 2011. Velkou doménou klubu je intenzivní práce s mládeží, díky které získáví spousty talentů.

## Historie

### Založení jako Farum BK (1991–2003)
Založení klubu proběhlo 1. ledna 1991 sloučením dvou tradičních klubů z provincie Farum. Farum Idræts Klub byl založen roku 1910 a Stavnsholt Boldklub v roce 1974, hlavním důvodem sloučení bylo zvýšení konkurenceschopnosti klubu. Za klubové barvy nově vzniklého subjektu byla zvolena kombinace barev sloučených klubů, čili červená a bílá, které vyznával Stavnsholt se žlutomodrou kombinací F.I.K., z čehož vznikl domácí žlutočervený dres s tmavěmodrýmy trenkami i stulpnami.
Při svém vzniku byl Farum BK zařazen do Danmarksserien for herrer (Denmark Series) čili soutěže, které patří 4. příčka v pyramidě Dánských ligových soutěží. O patro výše se mu podařilo postoupit až v sezoně 1997–98 pod vedením manažera Jørgena Tidemana, který dovedl klub do 2. Divize, čili nejnižší profesionální dánské soutěže.
Postup se náhle zrychloval a v sezoně 1999–00, pouhé dva roky po postupu do 2. Divize, se Farum BK podařil i postup do 1. Divize. I zde se týmu, pod vedením Christiana Andersena, podařil velmi rychlý postup a díky 69 vstřeleným gólům během 30 utkání soutěže a 66 získaným bodům, obsadil klub v sezoně 2001–02 druhou postupovou pozici.
Jedinou zkušenost s účastí v Superligaen získal klub v sezoně 2002–03, kdy při své premiéře i derniéře pod názvem Farum BK, obsadil skvělou 3. příčku a postoupil i do Poháru UEFA. V průběhu sezony však přišla ekonomická krize a kontroverzní vlastník klubu Peter Brixtofte jej nechal téměř zbankrotovat.

### FC Nordsjælland (od roku 2003)
V březnu roku 2003 koupila klub AKB Holding, společnost regionálního podnikatele Allana K. Pedersena, který ke vztahu k předchozímu majiteli přijal opatření, kterým byla změna názvu klubu na FC Nordsjælland, aby tak výrazněji reprezentoval region severní části ostrova Sjælland (dánsky: Nordsjælland), kde se sídlo klubu nachází. Záchrana klubu byla úspěšná a jeho pozice dominantního regionálního klubu (fanoušci, mládež) se ještě upevnila.

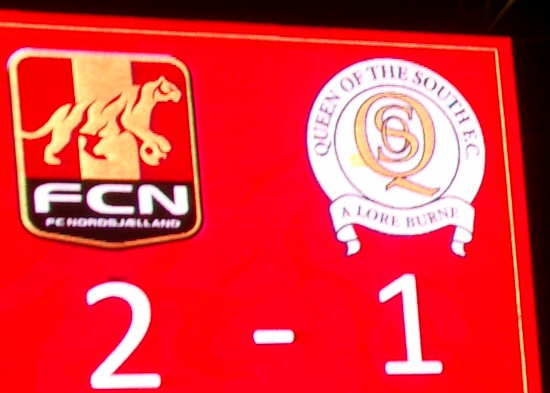
Výsledková tabule na konci utkání druhého předkola Poháru UEFA 2008/09.

V sezoně 2003–04 poprvé nahlédl do Poháru UEFA a poté, co v předkole hladce (6–0) vyřadil arménský FC Širak, vypadl v 1. kole s Panionios GSS. Aféra bývalého majitele klubu však na týmu zanechala stopy, což se projevilo během několika následujících sezon, kdy tým spadl ve dvanáctičlenné soutěži na pokraj sestupových pozic. Zhoršila se i gólová produkce a z týmu, který ovládl při své premiéře brankové statistiky, spadl na pozice s nejhorším gólovým rozdílem.
Zlom nastal až v sezoně 2008–09. Nordsjælland sice v té předchozí obsadil v Superligaen až 9. místo, ale díky druhé příčce v žebříčku UEFA Fair Play, se opět po několika letech dostal do Evropských pohárů. V Poháru UEFA 2008–09 postupně přešel přes, dnes již zaniklý, FC TVMK Tallinn i skotský Queen of the South až do 1. kola, kde se mu osudným stal opět řecký klub, tentokrát věhlasný Olympiacos FC, jenž nadělil dánskému klubu celkovou porážku 0–7.
Postupné zlepšení v Superligaen doprovázely úspěchy v prestižním Dánském poháru. V sezoně 2009/10 využil FCN lehčího losu a postupně dokráčel až do finálového klání, v němž narazil na srovnatelně silný FC Midtjylland a zápas po prodloužení 2–0 vyhrál. První velká trofej v historii nezůstala dlouho osamocená a o rok později ji doplnila druhá, stejné hodnoty. Opět to odnesl FC Midtjylland, kterého tygři tentokrát porazili 3–2. Díky dvěma vítězstvím v poháru postoupil tým do Evropské ligy UEFA. V sezonách 2010–11 i 2011–12 však podlehl portugalskému Sportingu CP.

#### Mistrovská sezona 2011–12
Před sezonou se na post hlavního kouče posunul asistent Kasper Hjulmand, který si brzy přivedl několik významných posil jako Mikkel Beckmann či Patrick Mtiliga ve snaze vylepšit 6. příčku z předchozí sezony. To se vydařilo na výbornou a i díky výbornému startu i zaváhání největších soupeřů (zejména FC København, která skončila druhá) mu zisk 68 bodů stačil na zisk prvního mistrovského titulu v historii klubu.
Vítězstvím v Superligaen si tygři zajistili přímý postup do základních skupin Ligy mistrů UEFA 2012–13, kde mu následný los přisoudil obhájce titulu Chelsea FC, italského mistra Juventus FC a ukrajinského mistra Šachtar Doněck FC.

## Vyhrané domácí soutěže
- Superligaen ( 1× )
  - 2011/12
- Dánský fotbalový pohár ( 2× )
  - 2009/10, 2010/11

## Účinkování v Evropských pohárech
Aktuální ke dni 10. srpna 2012.
| Sezona  | Soutěž             | Fáze             | Země        | Soupeř             | Doma | Venku | Celkově |  |
| ------- | ------------------ | ---------------- | ----------- | ------------------ | ---- | ----- | ------- |  |
| 2003–04 | Pohár UEFA         | Q                | Arménie     | Širak              | 4–0  | 2–0   | 6–0     |  |
| 2003–04 | Pohár UEFA         | 1. kolo          | Řecko       | Panionios          | 0–1  | 1–2   | 1–3     |  |
|         |                    |                  |             |                    |      |       |         |  |
| 2008–09 | Pohár UEFA         | 1Q               | Estonsko    | FC TVMK Tallinn    | 5–0  | 3–0   | 8–0     |  |
| 2008–09 | Pohár UEFA         | 2Q               | Skotsko     | Queen of the South | 2–1  | 2–1   | 4–2     |  |
| 2008–09 | Pohár UEFA         | 1. kolo          | Řecko       | Olympiacos         | 0–2  | 0–5   | 0–7     |  |
|         |                    |                  |             |                    |      |       |         |  |
| 2010–11 | Evropská liga UEFA | 3Q               | Portugalsko | Sporting CP        | 0–1  | 1–2   | 1–3     |  |
|         |                    |                  |             |                    |      |       |         |  |
| 2011–12 | Evropská liga UEFA | Play Off         | Portugalsko | Sporting CP        | 0–0  | 1–2   | 1–2     |  |
|         |                    |                  |             |                    |      |       |         |  |
| 2012–13 | Liga mistrů UEFA   | Základní skupina | Anglie      | Chelsea            | 0-4  | 1-6   | 1-10    |  |
| 2012–13 | Liga mistrů UEFA   | Základní skupina | Itálie      | Juventus           | 1-1  | 0-4   | 1-5     |  |
| 2012–13 | Liga mistrů UEFA   | Základní skupina | Ukrajina    | Šachtar Doněck     | 2-5  | 0-2   | 2-7     |  |